# Zircofillite
La zircofillite è un minerale appartenente al supergruppo dell'astrofillite.